# Wasbüttel
Wasbüttel ist eine Gemeinde im Landkreis Gifhorn in Niedersachsen. Sie ist Mitgliedsgemeinde der Samtgemeinde Isenbüttel.

## Geografie

### Geografische Lage
Wasbüttel liegt zwischen den Naturparks Südheide und Elm-Lappwald im Dreieck der Städte Wolfsburg, Braunschweig und der Kreisstadt Gifhorn. Die Gemeinde gehört der Samtgemeinde Isenbüttel an, die ihren Verwaltungssitz in der Gemeinde Isenbüttel hat.

### Nachbargemeinden
Benachbarte Gemeinden sind Isenbüttel, Calberlah und Meine.

## Geschichte
Die Gemeinde wurde 1022 als Wilradesbutile erstmals urkundlich erwähnt (Zur Ortsnamensendung siehe -büttel). Wasbüttel gehörte zur Verwaltung des Grafen Liudolf im Derlingau. Später herrschten hier die Brunonen und die Welfen. Nach der welfischen Teilung von 1267 wurde das Gebiet zusammen mit den anderen Orten des Papenteichs dem Fürstentum Braunschweig zugeschlagen. Um 1280 und 1311 wurde der Ort Werdesbutle genannt. Die Edelherren von Meinersen waren hier begütert. Sie gaben um 1280 eine Hufe als Lehen an Dietmann von Vordorf und seinen Sohn. Der Zehnt war vor 1311 ein Lehen der Bischöfe von Halberstadt an die Edelherren.
Von 1428 bis 1885 war Wasbüttel Bestandteil des Fürstentums Lüneburg, danach des Regierungsbezirks Lüneburg. Aus der Schulchronik der Grundschule Wasbüttel geht hervor, dass Wasbüttel im November 1904 erstmals an das Fernsprechnetz angebunden wurde.
Heute gibt es in Wasbüttel nur noch wenige Bauernhöfe. Die meisten Bewohner pendeln täglich ins nahe gelegene Volkswagenwerk Wolfsburg.

### Einwohnerentwicklung
Wasbüttel war schon früh eine haufendorfähnliche Anlage: Im Jahr 1489 sind 1 Vollhof, 6 Halbhöfe, 3 Kötner mit Land und 12 ohne Land registriert.
1650 bestand Wasbüttel aus 9 Ackerhöfen, 16 Kötnern und 1 Brinksitzer. 1811 ergab die erste Zählung 217 Einwohner in über 30 Wohngebäuden, 1858 waren es bereits 334 Einwohner in 55 Wohngebäuden, 1925 wohnten 381 Einwohner in 82 Wohngebäuden.
Nach dem Ende des Zweiten Weltkriegs siedelten sich viele Heimatvertriebene in Wasbüttel an. Verglichen mit 1925 lebten 1950 fast doppelt so viele Einwohner (709) in Wasbüttel, 1968 waren es bereits 213 Wohngebäude.

## Politik

### Gemeinderat
Der Rat der Gemeinde Wasbüttel setzt sich aus elf Mitgliedern zusammen. Die Ratsmitglieder werden durch eine Kommunalwahl für jeweils fünf Jahre gewählt.
Bei der Kommunalwahl 2021 ergab sich folgende Sitzverteilung:
| Gemeinderat 2021Insgesamt 11 Sitze - SPD: 2 - Grüne: 1 - WWG: 3 - CDU: 5 |

| Wahljahr | CDU | SPD | Grüne | Gesamt   |
| -------- | --- | --- | ----- | -------- |
| 2016     | 4   | 4   | 3     | 11 Sitze |

### Bürgermeister
Nadine Hering (CDU) ist als ehrenamtliche Bürgermeisterin tätig.

### Wappen
Nachdem Wilhelm Krieg den Entwurf des heutigen Wappens vorstellte, wurde es am 27. Juli 1978 vom Gemeinderat angenommen und am 10. August 1978 vom Landkreis Gifhorn genehmigt. 
Das Wasbütteler Wappen zeigt auf rotem Grund über einem silbernen Wellenband ein silbernes Mühlrad, darüber zwei gekreuzte silberne Dachsparren mit Firstquerbalken. 
Die Symbole sollen an wichtige Ereignisse des Ortes und an seine geographischen Merkmale erinnern. So stehen die zwei silbernen gekreuzten Dachsparren im Schildhaupt für die Ereignisse nach dem Zweiten Weltkrieg, als sich viele Vertriebene aus den ehemals deutschen Ostgebieten in Wasbüttel ansiedelten. Es entstand eine Situation, in der sich Alteingesessene Bürger und Neubürger assimilieren mussten. Dieses Entstehen einer neuen Gemeinschaft soll mit den dargestellten Dachsparren symbolisiert werden. Es wird auch oft mit dem Ausspruch "Alle und Alles unter einem Dach" beschrieben. 
Mithilfe des Mühlrads im Herzen des Wappens soll an die Wassermühle des Ortes erinnert werden, die urkundlich erstmals 1485 erwähnt worden ist. Sie befand sich an der Hehlenriede, die am östlichen Dorfeingang die alte Dorfstraße (heute: Calberlaher Straße) kreuzt. Da 1905 die Antriebswelle der Mühle brach, wurde sie stillgelegt und Anfang der 1970er Jahre schließlich vollständig abgerissen.
Mithilfe des silbernen Wellenbalkens im Schildfuß wird ein Bezug zur geographischen Lage am Elbe-Seitenkanal gestellt.  

## Kultur und Sehenswürdigkeiten

### Bauwerke

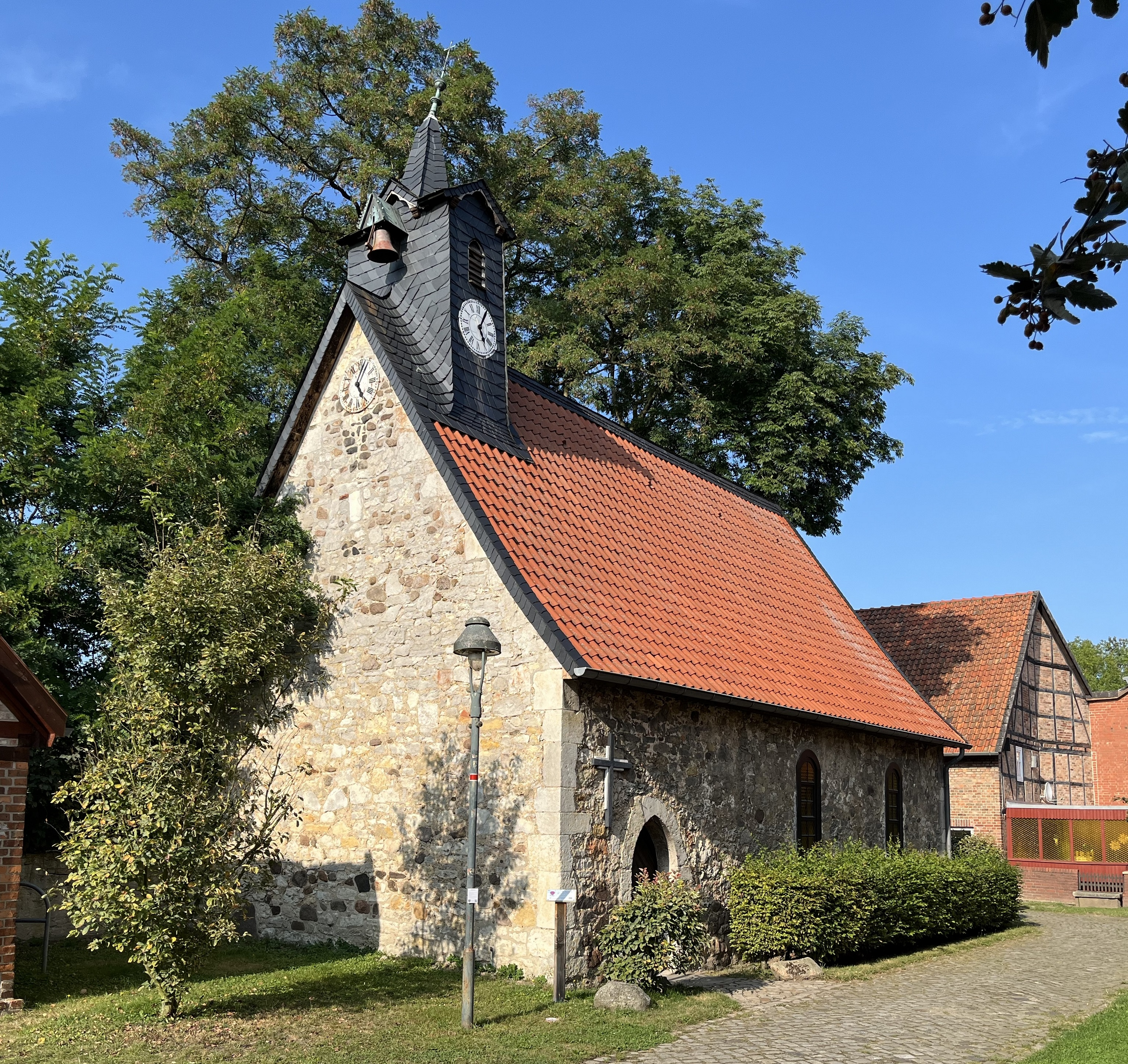
Alte Kapelle Wasbüttel

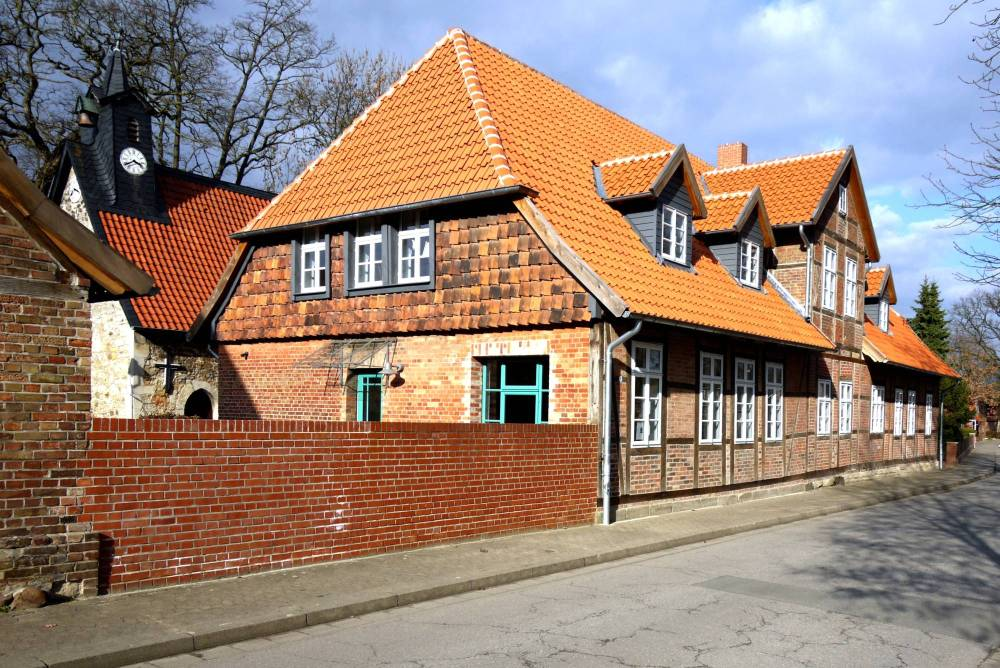
Alte Schule Wasbüttel

Im alten Ortskern stehen noch viele alte Gebäude, wie die aus Natursteinen gebaute Kapelle, die alte Schule und ein altes Fachwerkhaus, in dem früher der Dorfschmied lebte. Der Ortskern ist geprägt vom Schulgarten, der vom Dorflehrer bewirtschaftet wurde, und 4 weiteren Bauernhöfen. Zwei davon fallen durch ihre markanten Torbögen auf.
Anfang 2008 kaufte die Gemeinde das Gebäude der denkmalgeschützten alten Schule von der Realgemeinde und sanierte es 2009 und 2010. Im Erdgeschoss befindet sich das Gemeindebüro. Alle anderen Räume im Erd- und Obergeschoss einschließlich einer eingerichteten Schulstube stehen den Bürgern zur Verfügung und können auch für Feierlichkeiten gemietet werden. Auf der Streuobstwiese am südlichen Dorfrand steht das mit Lehm verputzte Strohballenhaus, das der Grundschule Wasbüttel als Unterrichtsraum dient. Es wurde mit Hilfe der Berufsbildenden Schulen II Gifhorn, der Technikerschule Braunschweig und Freiwilligen aus Wasbüttel und des Nabu erstellt.
Am Köweken befindet sich die moderne Friedenskirche der Evangelisch-Freikirchlichen Gemeinde Wasbüttel (Baptisten).

### Regelmäßige Veranstaltungen

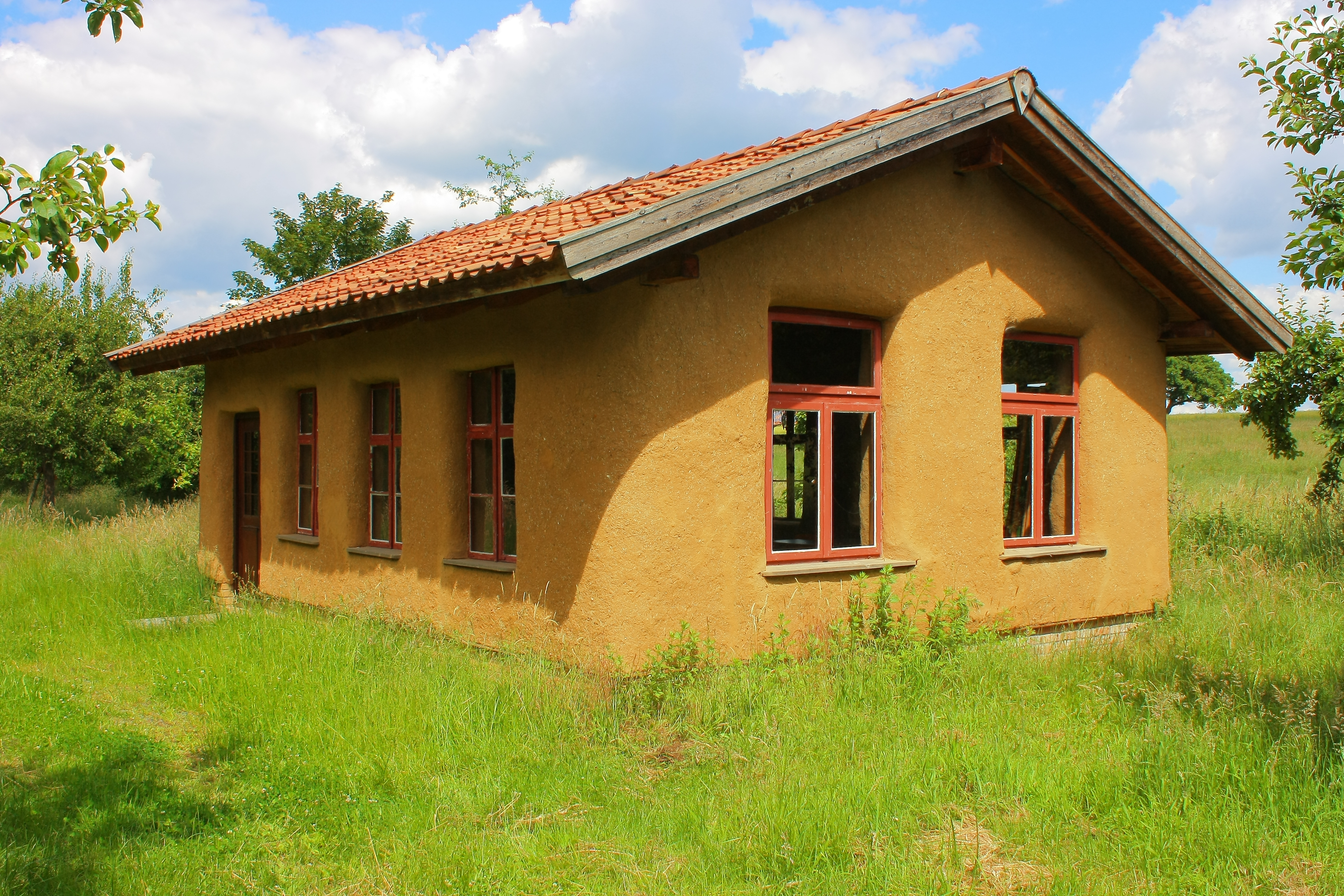
Strohballenhaus

- Alle zwei Jahre wird von Bürgern der Wasbütteler Weihnachtsmarkt veranstaltet. Bisher konnten so 10.000 Euro dem hannoverschen Verein für krebskranke Kinder übergeben werden.
- Ebenfalls alle zwei Jahre organisiert die Freiwillige Feuerwehr eine ca. 30 km lange Fahrrad-Rallye, bei der man die Umgebung entdecken und Fragen beantworten kann.
- Der Nabu Isenbüttel feiert Anfang Mai auf der Streuobstwiese das Blütenfest. Dort steht das Strohballenhaus der Wasbütteler Grundschule.
- Der Schützenverein Wasbüttel veranstaltet jedes Frühjahr das Volks- und Schützenfest.
- Durch den Sportverein (MTV Wasbüttel von 1912 e. V.) wird alljährlich die Sportwoche durchgeführt.
- Seit 1992 organisierte die Landjugend Isenbüttel jährlich am ersten Samstag im Mai die Südkreisfete auf dem Haselhof (Haaslop). Mit Bewirtschaftung sowie Live-Musik zieht die Veranstaltung mehr als 2000 Gäste aus dem Landkreis Gifhorn als auch aus umliegenden Landkreisen an. Zwischen 2010 und 2018 verringerte sich die Gästeanzahl stetig. Aufgrund veranstaltete  die Landjugend Isenbüttel die Südkreisfete 2019 das letzte Mal.

## Wirtschaft und Infrastruktur

### Verkehr
- Wasbüttel liegt westlich der Autobahn A39, die von Braunschweig nach Wolfsburg führt und östlich der Bundesstraße B4.
- Der Elbe-Seitenkanal zweigt östlich der Gemeinde vom Mittellandkanal ab.

## Schule
Die Grundschule Wasbüttel zählt zu den verlässlichen Grundschulen und wird von ca. 70 Schülern besucht.